# Ключова
Ключова (пол. Kluczowa, нім. Kleutsch) — село в Польщі, у гміні Зомбковиці-Шльонські Зомбковицького повіту Нижньосілезького воєводства.
Населення — 167 осіб (2011).
У 1975-1998 роках село належало до Валбжиського воєводства.

## Демографія
Демографічна структура станом на 31 березня 2011 року:
|          | Загалом | Допрацездатний вік | Працездатний вік | Постпрацездатний вік |
| -------- | ------- | ------------------ | ---------------- | -------------------- |
| Чоловіки | 88      | 13                 | 70               | 5                    |
| Жінки    | 79      | 9                  | 51               | 19                   |
| Разом    | 167     | 22                 | 121              | 24                   |